# Sentencias de Sexto
Las Sentencias de Sexto , también llamadas Dichos de Sexto, es una colección helenística de máximas de origen pitagórico, populares entre los cristianos y traducida a varios idiomas. La identidad del autor es desconocida, pero se la ha atribuido tanto al papa Sixto II, como, con mayor probabilidad, al filósofo Quinto Sextio.

## Colección
Las Sentencias probablemente fueron compiladas en el siglo II a partir de un texto anterior, de origen helenístico, modificado para reflejar un punto de vista cristiano; no hay referencias explícitas a Jesucristo. No obstante, tanto Henri Marrou como Henry Chadwick creen que el autor pertenece a la Iglesia y que da una interpretación cristiana de máximas de origen pitagórico.
El erudito cristiano Orígenes es el primero en mencionar las Sentencias, a mediados del siglo III. Lo cita en referencia a la autocastración, una práctica extendido entre algunos de los primeros cristianos ascéticos pero que Orígenes deplora; de pasada dice que: «muchos la consideran probada por el tiempo», es decir de una antigüedad venerable. Por este motivo Marrou considera que la obra de Sexto es un testimonio del ambiente intelectual de los cristianos hacia el año 200. 
Una traducción copta parcial, se encuentra en el códice XII de los manuscritos de Nag Hammadi (NHC XII, 15-34), que datan del siglo IV, pero pueden reflejar originales más antiguos.  
Cerca del año 400, Rufino de Aquilea hizo una traducción latina del griego original bajo el título Anulus. De la misma época se conocen dos traducciones siríacas y una armenia, esta última atribuida a Evagrio Póntico.
El texto utilizado hasta el siglo XIX en Occidente era el latino de Rufino, el texto crítico griego fue establecido en 1892.

## Autor
La identidad de Sexto ha sido objeto de controversia durante mucho tiempo. La identificación con el papa Sixto II (su pontificado, breve, va de 256 a 258), vigente en la época de las traducciones latina y siríaca, fue expresamente negada por Jerónimo, quien llama Sexto, el pitagórico, al autor.  Modernamente se ha asignado la autoría al filósofo romano del siglo I a. C., Quinto Sextio, quien combinó el estoicismo con el pitagorismo.

## Contenido
La obra es una colección de dichos, similar a los llamados evangelios de Felipe y de Tomás, sin ningún relato que sirva como marco. No obstante, a diferencia de los evangelios cristianos, la sabiduría proviene de un hombre llamado Sexto y no de Jesús. El texto comprende 451 máximas, algunas de las cuales rezan:
- El alma es iluminada por el recuerdo de la deidad.
- Lleva lo necesario, como es necesario.
- No estéis ansiosos por agradar a la multitud
- No estimes nada tan precioso que un hombre malo te pueda quitar.
- Usa la mentira como veneno
- Guárdate de mentir. (Porque cuando mientes) hay engañador y engañado.
- Nada es tan peculiar de la sabiduría como la verdad.
- Deseo que puedas beneficiar a tus enemigos.
- Un intelecto sabio es el espejo de Dios.
- Desecha cualquier parte del cuerpo que te impida vivir en abstinencia. Porque es mejor vivir abstinentemente sin esta parte que ruinosamente con ella. (citada por Orígenes )

## Relación con la Gnosis
Las sentencias de Sexto, al igual que las Enseñanzas de Silvano, no son textos gnósticos, sino más bien un texto pitagórico popular entre los cristianos adeptos o no la gnosis.